# Halalaimus isaitshikovi
Halalaimus isaitshikovi är en rundmaskart som först beskrevs av Nikolai Nikolaievich Filipjev 1927.  Halalaimus isaitshikovi ingår i släktet Halalaimus och familjen Oxystominidae. Inga underarter finns listade i Catalogue of Life.